# Bundesstraße 86
Die Bundesstraße 86 (Abkürzung: B 86) ist eine ursprünglich 77 km lange deutsche Bundesstraße, die von Hettstedt in Sachsen-Anhalt nach Straußfurt in Thüringen führt. Heute sind noch 45 Kilometer als B 86 gewidmet, nämlich der nördliche Abschnitt von Mansfeld bis zur Bundesautobahn 38 bei Sangerhausen (24 km) und der südliche Abschnitt von Sachsenburg bis nach Straußfurt (21 km). Der mittlere Abschnitt dazwischen wurde nach der Inbetriebnahme der Bundesautobahn 71 zur Landesstraße herabgestuft. Zukünftig soll der südliche Abschnitt ebenfalls entfallen und stattdessen die Strecke von der Anschlussstelle Heldrungen an der A 71 über Bad Frankenhausen nach Sondershausen als B 86 gewidmet werden.

## Verlauf
Die B 86 zweigt an der Ortsumfahrung Hettstedt von der Bundesstraße 180 ab. Sie verläuft bis Leimbach zusammen mit der Bundesstraße 242 in südliche Richtung. Der südlichen Richtung folgend, werden Mansfeld, Siebigerode und Annarode passiert. Der weitere Verlauf, beginnend nördlich von Riestedt, bis Oberröblingen wurde, beginnend mit der Freigabe der Ortsumgehung Sangerhausen im Jahr 2000, neu trassiert. Seit 2009 wird Riestedt komplett von der B 86 östlich umgangen. 2005 wurde schon die Ortsverbindung von Riestedt und Sangerhausen verlegt. In Anschluss an die Ortsumgehung Sangerhausen besteht seit 2000 Anschluss an der Bundesautobahn 38 an der Anschlussstelle Sangerhausen-Süd (16). Der weitere Verlauf zwischen der A 38 und Sachsenburg wurde in den Jahren 2013 und 2015 in Thüringen sowie 2014 in Sachsen-Anhalt zu den Landstraßen 230 und 3086, als auch zur Kreis- und Gemeindestraße (in Heldrungen), aufgrund der parallelen Lage der neugebauten Bundesautobahn 71 abgestuft.
In Sachsenburg, erneut beginnend an der Bundesstraße 85, verläuft die B 86 weiter in südliche Richtung nach Kindelbrück und Weißensee, ehe sie im Norden von Straußfurt in die Bundesstraße 4 mündet.
Bis zur Eröffnung der Ortsumfahrung Hettstedt–Mansfeld (–Klostermansfeld) (B 180) begann sie in Hettstedt und verlief in Mansfeld auf einer Strecke von 500 m mit der B 242 parallel. In Sachsenburg verlief sie bis 2015 auf einer Strecke von 400 m mit der Bundesstraße 85 vereint.
Es ist geplant, den weiteren Verlauf zwischen Sachsenburg und Straußfurt ebenfalls abzustufen. Künftig soll die Bundesstraße in Thüringen von der A-71-Anschlussstelle Heldrungen über Oldisleben und Bad Frankenhausen bis Sondershausen an die Bundesstraße 4 führen.

## Ausbauzustand

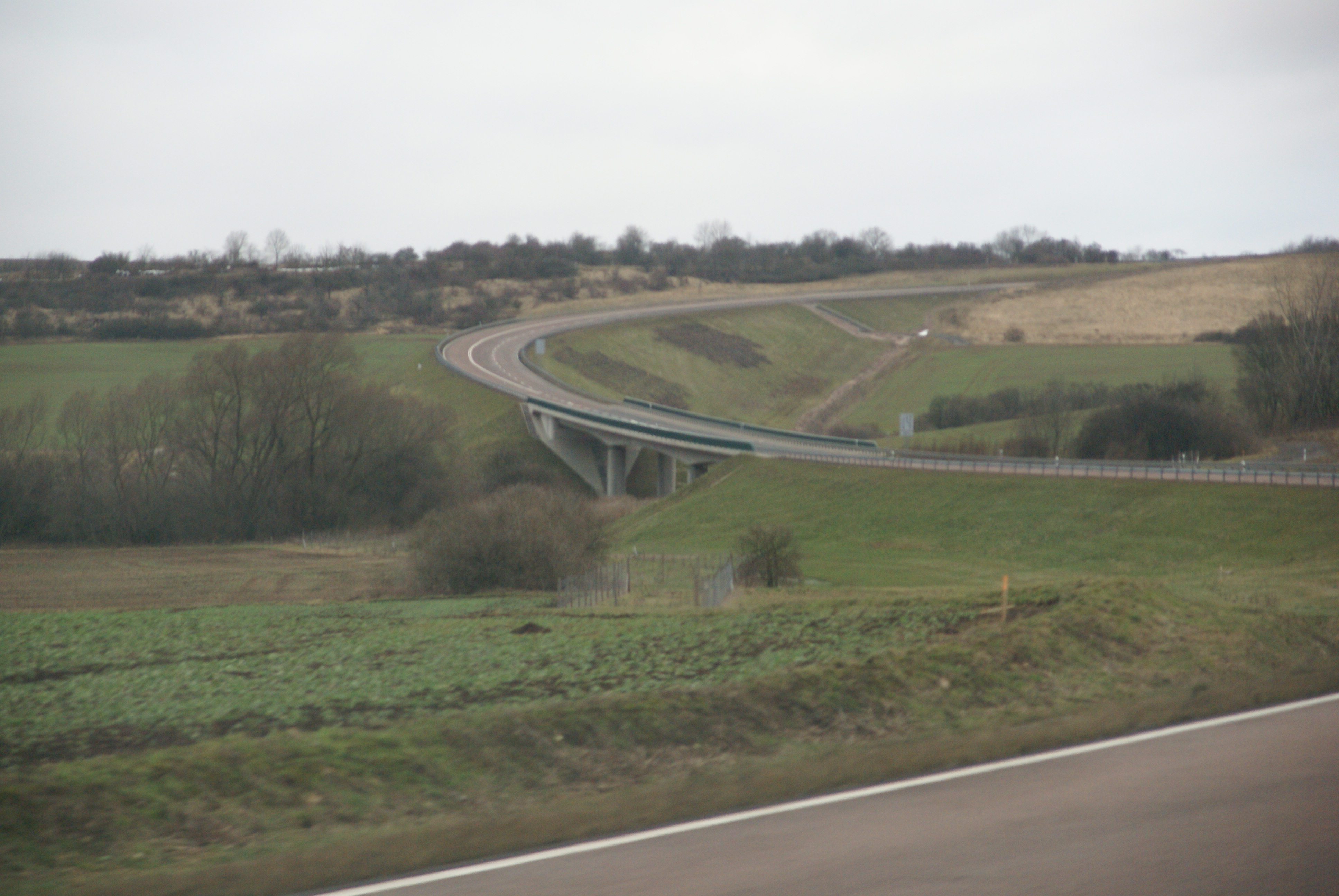
Ortsumgehung Riestedt

Die B 86 verläuft über die gesamte Strecke hinweg zweistreifig. Ausnahme ist die im Bereich Sangerhausen existierende Ortsumfahrung Sangerhausen mit der Ortsumfahrung Riestedt. Hier wurde der Neubau an Anstiegen als 2+1-Trasse mit Zusatzfahrstreifen realisiert. Die Ortsumfahrung Annarode-Siebigerode-Klostermansfeld befindet sich derzeit in Planung und wurde im Bundesverkehrswegeplan 2030 als Weiterer Bedarf eingestuft.